# Colisée Cardin
Pour les articles homonymes, voir Cardin.
Le Colisée Cardin est une patinoire couverte située à Sorel-Tracy. Avec 3 037 places, c'est le plus grand amphithéâtre de la région.
De nombreux joueurs talentueux y ont évolué, dont Raymond Bourque. Les Éperviers de Sorel de la Ligue de hockey junior majeur du Québec y ont joué de nombreuses années jusqu'à ce que l'équipe déménage à Granby en 1981 et soit rebaptisée les Bisons de Granby.

## Histoire
De 1982 à 1996, les Riverains du Richelieu (aujourd'hui les Riverains du Collège Charles-Lemoyne) ont évolué au Colisée Cardin,. Dès 1996, l'amphithéâtre accueille plusieurs équipes de la Ligue nord-américaine de hockey, dont les Dinosaures de Sorel de 1996 à 1999, les Royaux de Sorel de 1999 à 2004 et le Mission de Sorel-Tracy de 2004 à 2008. En 2010, le CGI de Sorel-Tracy s'y installe et change de nom deux fois : en 2011, il devient le HC Carvena de Sorel-Tracy et en 2013, les Éperviers de Sorel-Tracy. Il héberge aussi les Rebelles de Sorel-Tracy, l'équipe collégiale du Cégep de Sorel-Tracy.
Le 11 février 2013, les membres du conseil de la Ville de Sorel-Tracy adoptent à l'unanimité une résolution visant à rénover l'aréna afin de répondre aux exigences de la LHJMQ et ainsi se préparer au retour éventuel d'une équipe de cette ligue. Des investissements de 2,4 millions de dollars sont prévus d'ici 2015, entre autres, pour ajouter des loges corporatives et augmenter la capacité de l'amphithéâtre à 3 500 personnes,.

## Événements importants
- janvier 2010: Championnat canadien de curling junior 2010 M&M
- février 2007 : Provincial de curling masculin 2007[8]
- 31 décembre 2004 : spectacle de La Bottine souriante[9]
- février 2003 : Coupe Desjardins - Provincial de curling masculin[10]
- 18-22 avril 1990 : 12e championnat national de hockey midget - Coupe Air Canada 1990 (en) (aujourd'hui Coupe Telus (en))